# Голяма Чукоча
Голяма Чукоча (Ревум-Реву, на руски: Большая Чукочья) е река в Азиатската част на Русия, Източен Сибир, Република Якутия (Саха), вливаща се в Източносибирско море. Дължината ѝ е 758 km, която ѝ отрежда 78-о място по дължина сред реките на Русия.
Река Голяма Чукоча води началото си от югозападния ъгъл на езерото Билях (17,6 km2), разположено на 27 m н.в., в централната част на Колимската низина, в крайната североизточната част на Република Якутия (Саха). По цялото си протежение Голяма Чукоча протича през Колимската низина в посока север и североизток, през силно заблатена лесотундра и тундра с хиляди меандри и широка заливна тераса. Влива се от запад в Колимския залив на Източносибирско море, чрез естуар (11 km дължина, 2,25 km ширина). Поради малкия наклон на течението морските приливи навлизат на десетки километри нагоре по течението на реката.
Водосборният басейн на Голяма Чукоча има площ от 19,8 хил. km2 и се простира в крайната североизточна част на Република Якутия (Саха). В басейнът на реката има 11,5 хил. езера, с обща площ 3610 km2, което представлява 18,2% от водосборния басейн. Гъстотата на речната мрежа е от порядъка на 0,1 – 0,3 km/km2
Водосборният басейн на Голяма Чукоча граничи със следните водосборни басейни:
- на югоизток и юг – водосборния басейн на река Колима, вливаща се в Източносибирско море;
- на запад – водосборния басейн на река Алазея, вливаща се в Източносибирско море;
- на север – водосборните басейни на реките Голяма Куропаточа и други по-малки, вливащи се в Източносибирско море.

Река Голяма Чукоча получава получава множество с дължина над 10 km, като 2 от тях са с дължина над 100 km:
611 ← Сава-Юрях 106 / 1980
207 → Ольор 229 / 3890
Подхранването на реката е снежно-дъждовно, като преобладава снежното. Пролетно-лятното пълноводие е през юни. Среден годишен отток в устието около 70 m3/s, което като обем се равнява на 2,209 km3. Голяма Чукоча замръзва през през октомври и се размразява през май, като от януари до април замръзва до дъно.
По течението на река и във водосборния ѝ басейн няма постоянни населени место